# اختبار استكشافي
الاختبار الاستكشافي إحدى طرق اختبار البرمجيات، يوكل فيها القائم على الاختبار بالاستقصاء وتصميم حالات الاختبار وإجرائها، ثلاثتهم بالتزامن. وذلك بناءً على خبرة مختبِر البرمجيات واستكشافه للبرنامج قيض الاختبار. وتتميز هذه الوسيلة الاختبارية بقدرتها على كشف الأعطاب البرمجية (Bugs) التي لا يمكن اصطيادها باستعمال الاختبارات المصممة مسبقا (الصندوق الأسود أو الصندوق الأبيض).

## للاستزادة
- مدونة أنور بوسبول